# Maʿalot-Massaker

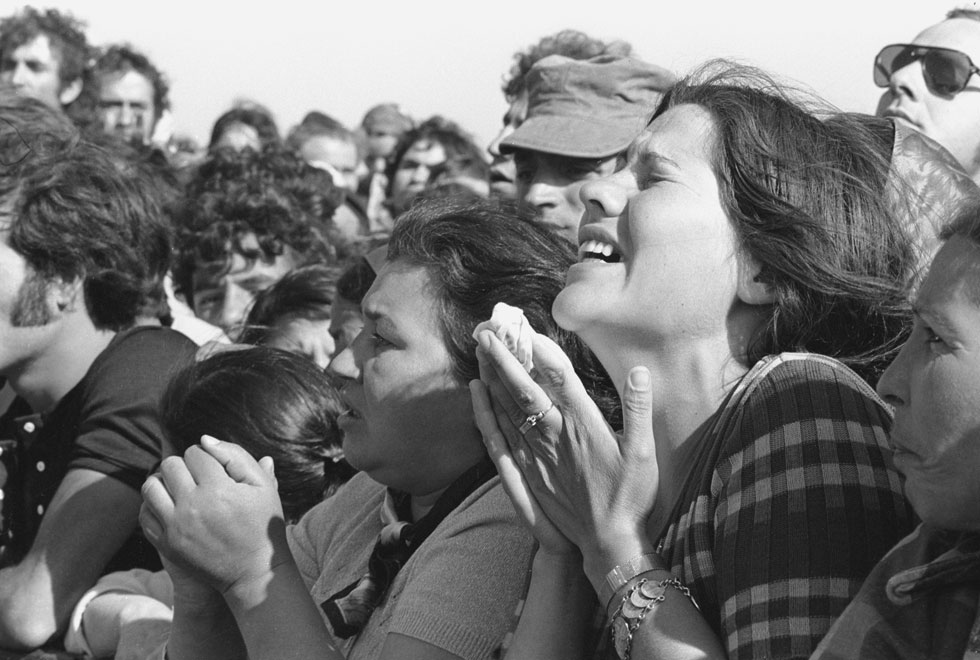
Mütter beweinen ihre in Maʿalot ermordeten Kinder

Das Maʿalot-Massaker war die Besetzung einer Schule und die Geiselnahme aller Anwesenden durch Terroristen der Demokratischen Front zur Befreiung Palästinas im nordisraelischen Ort Maʿalot-Tarschiha am 15. Mai 1974, bei der 31 Israelis (darunter 21 Schüler) und die drei Angreifer ums Leben kamen.

## Verlauf
Nach nächtlicher Infiltration der israelischen Nordgrenze begegneten die palästinensischen Terroristen zunächst einem Minibus, dessen Insassinnen, drei arabische Israelinnen sie ermordeten, bzw. eine verwundet zurückließen. Bis zum Morgen schlugen sie sich zum Ortsteil Maʿalot durch, wo die drei Terroristen des palästinensischen Kommandos der DFLP am 15. Mai 1974 in eine Wohnung einbrachen und deren Bewohner, ein junges Paar und seinen vierjährigen Sohn ermordeten. 
Dann schlichen sie zur hebräischsprachigen Grundschule Netiv Meʾir, die sie besetzten. Sie nahmen 115 Schüler und Lehrer als Geiseln, überwiegend 14- bis 16-jährige Jugendliche aus Safed, die im Rahmen einer Exkursion im Schulgebäude übernachtet hatten. Die Terroristen sicherten das Gebäude gegen einen Sturmangriff mit Sprengfallen und anderen Sprengsätzen, deren Zünder vernetzt waren, so dass bei einem Eindringen sämtliche Explosivsätze ausgelöst werden würden. Gleichzeitig installierten die Terroristen einen Fernzünder. Dann forderten sie die Freilassung Kōzō Okamotos und 23 arabischer Gefangener aus israelischer Haft. 15 Stunden hielten die Terroristen die Geiseln in ihrer Gewalt.
Die herbeigerufene IDF-Spezialeinheit Sajeret Matkal sollte die Geiseln befreien. Die Operation misslang, weil ein Scharfschütze einen der Terroristen zunächst nur schwer verletzte, statt ihn sofort zu töten. So konnten während des folgenden Feuergefechts die Sprengfallen noch gezündet werden. Dadurch wurden 31 Geiseln getötet und mehr als 60 weitere verletzt. Unter den Todesopfern befanden sich 21 Schüler sowie besagte zwei arabische Israelinnen. Alle Terroristen kamen bei der Aktion ums Leben.

## Folgen
Israels Luftwaffe flog zur Vergeltung Einsätze gegen Ausbildungslager der DFLP im Libanon. Nach einem Bericht der BBC wurden dabei auch sieben palästinensische Flüchtlingslager und Dörfer im südlichen Libanon getroffen, was zum Tod von mindestens 27 und der Verletzung von 138 Menschen führte.
Die Auswertung des Vorfalls brachte die Erkenntnis, dass es Angreifern auch auf israelischem Staatsgebiet gelingen kann, derartige Anschläge durchzuführen, und sie dabei als Selbstmordattentäter fungieren. Das war damals völlig neu und erforderte eine Überarbeitung bisheriger Taktiken in der Terrorismusbekämpfung und Verhandlungsführung bei Geiselnahmen. In der Folge wurde die Grenzpolizei-Spezialeinheit JAMAM aufgestellt.

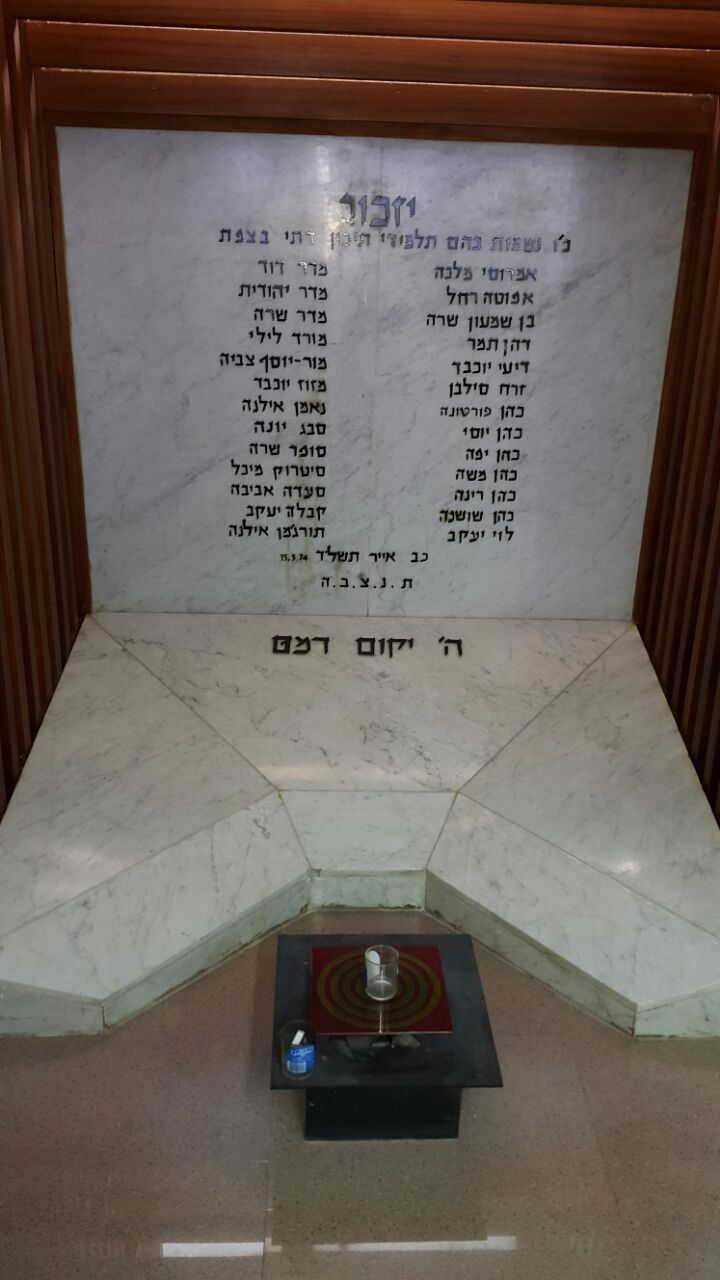
Gedenktafel für die ermordeten Kinder in dem Klassenraum, wo die DFLP-Terroristen sie als Geiseln hielten und vor ihrer Befreiung eine Granate in ihre Mitte warfen, 2016

## Erinnerung
2007 wurde ein Dokumentationsfilm über das Ereignis gedreht. Eine Synagoge in Kalifornien wurde in Erinnerung an die Opfer Shir Ha-Maʿalot genannt.